# Oligosita brevicornis
Oligosita brevicornis är en stekelart som beskrevs av Lin 1994. Oligosita brevicornis ingår i släktet Oligosita och familjen hårstrimsteklar. Inga underarter finns listade i Catalogue of Life.